# Arremesso de raposa

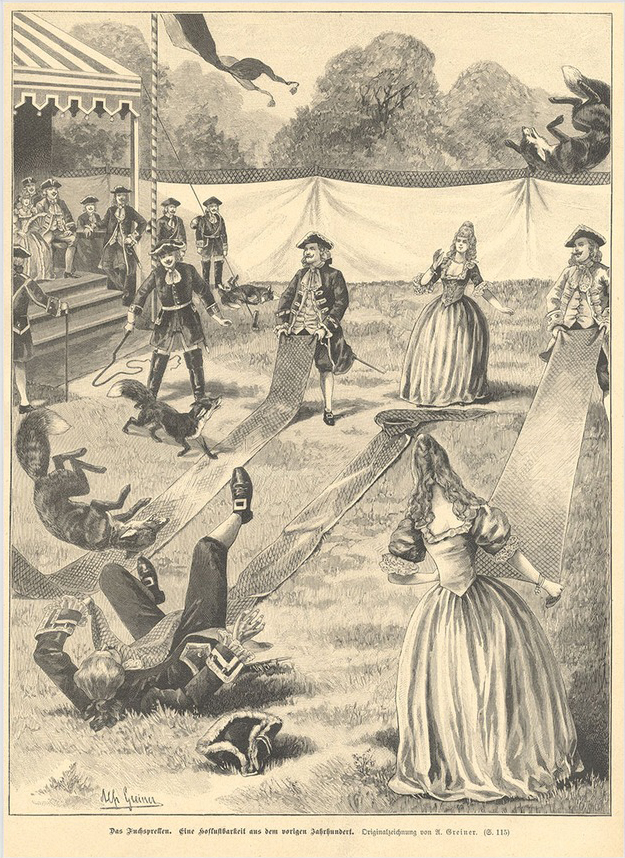
Na aristocracia alemã, era comum a prática de arremesso de raposa, ou fuchsprellen em alemão (literalmente "salto da raposa").

Arremesso de raposa (em alemão, fuchsprellen) era um desporto sangrento (português europeu) ou esporte sangrento (português brasileiro) praticado em certas regiões da Europa em meados dos séculos XVII e XVIII, cujo objetivo envolvia arremessar animais no ar, principalmente raposas. Bastante popular entre a aristocracia e outros membros da corte, geralmente era praticado em locais fechados ou em um jardim real, utilizando-se uma fita a qual se ligava entre duas pessoas e desta maneira catapultando a raposa o mais longe possível. O esporte tinha bastante apelo entre aqueles que praticavam a recreação de pares mistos, mas era uma atividade estressante tanto para os animais arremessados ou para aqueles que os arremessavam e, como consequência, os animais envolvidos acabavam morrendo na maioria das situações.

## Contexto e torneios
O arremesso de raposa ocorria em uma arena, usando-se geralmente tanto lonas a céu aberto ou jardins reais de um castelo ou palácio. Os dois jogadores mantinham uma distância entre seis ou sete metros e meio, e entre eles era segurado uma fita ou uma corda, denominada Prellgarn ou Prelltuch ('roupa de arremesso'), a qual era disposta no chão. Por meio de uma armadilha ou meramente solta, a raposa ou outro animal escolhido era liberado na arena e se deslocava livremente até o momento em que cruzava a zona preparada para o arremesso. Quando isto acontecia, os participantes jogavam o animal no ar. Vencia a dupla que conseguisse levantá-lo na maior altura possível entre todos os competidores, e jogadores experientes alcançavam a marca de até 7,5 m. Em certas modalidades, várias duplas ficavam dispostas lado a lado, e o animal sofria vários arremessos sucessivos dos participantes.
Os animais envolvidos geralmente não resistiam. Augusto II, o Forte, rei da Polônia e Eleitor da Saxônia, sediou um grandioso evento de arremesso competitivo em Dresden, com o saldo de 647 raposas, 533 lebres, 34 texugos e 21 gatos selvagens mortos ao serem arremessados. O próprio Augusto participou do torneio em uma demonstração de sua força, ao realizar o feito de erguer uma das cordas com apenas um dedo enquanto a outra extremidade era segurada por dois homens fortes da corte. O esporte também gozou de popularidade entre outros representantes e governantes reais. O enviado sueco Esaias Pufendorf, ao testemunhar um torneio ocorrido em Viena em março de 1672, espantou-se ao avistar o Imperador Leopoldo I participar entusiasticamente de uma área do clube destinada a anões e garotos os quais 'finalizavam o serviço' de animais que acabavam resistindo aos ferimentos; Esaias não deixou de anotar em seus diários que "era espalhafatoso como o Imperador se sentia à vontade diante de garotinhos abobalhados e os engajava como se fossem camaradas, o que nas minhas perspectivas é um comportamento grave e alienante para uma postura imperial".

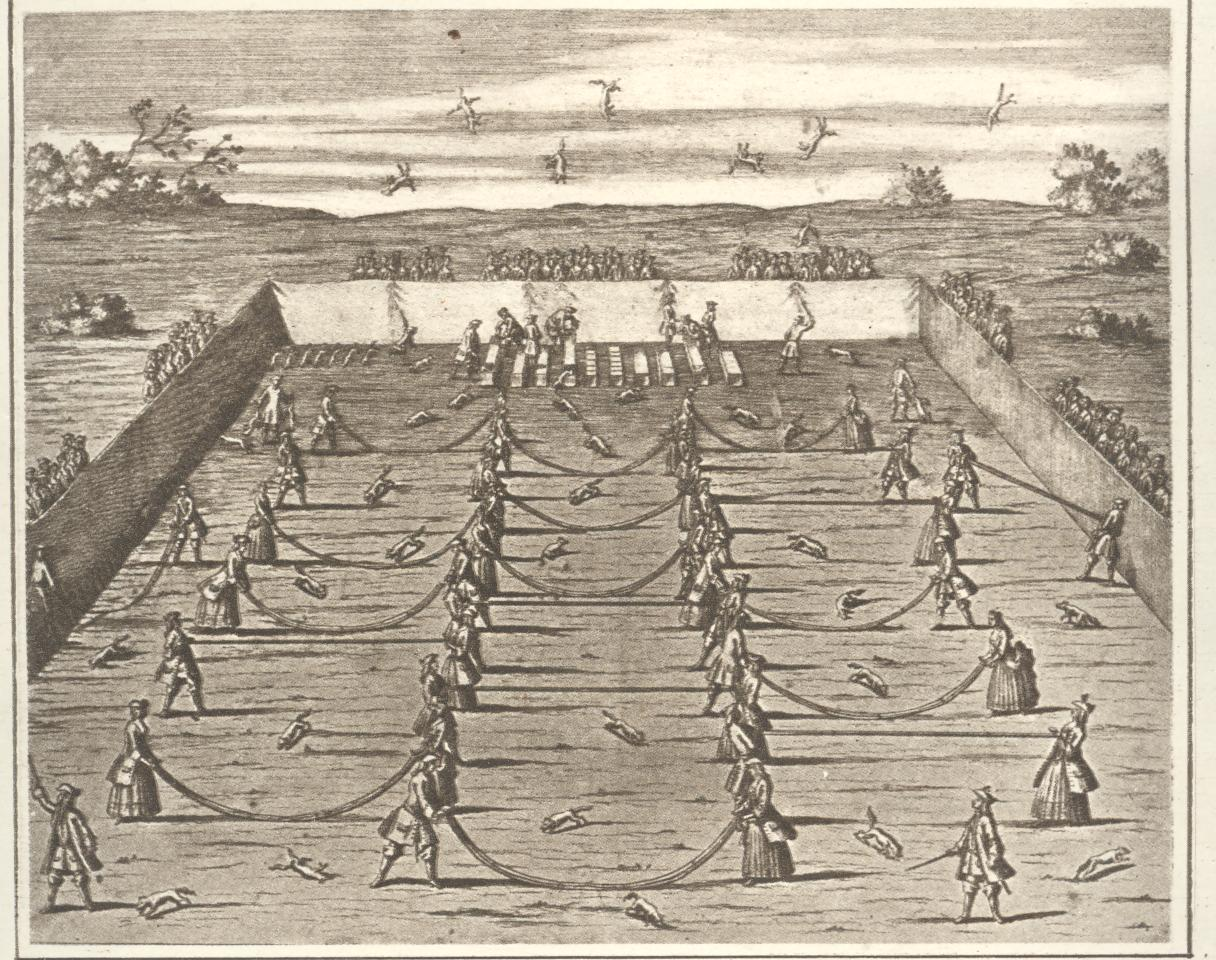
Um torneio de arremesso de raposas realizado em 1719, ilustrado no livro Der vollkommene deutsche Jäger, do mesmo ano.

O esporte apresentava popularidade especialmente para aqueles que procuravam pares mistos, e a rivalidade de cônjuges separados entre si era um elemento essencial para o entretenimento. Na competição realizada por Augusto II, o Forte, cerca de 34 javalis juntaram-se aos animais enclausurados e, ao serem conduzidos às jaulas: "propiciaram grande deleite aos cavaleiros, e o horror às nobres damas, quando esses javalis selvagens passaram pelas saias e provocaram alvoroço, para o gozo sem fim dos ilustres companheiros presentes". O torneio em questão chegou a ter entre os animais três inéditos lobos, contudo a reação dos participantes não chegou a ser registrada.
Os jogadores também passavam por riscos durante a atividade com os animais, e era corriqueiro sofrerem ataques. Os gatos selvagens podiam ser particularmente problemáticos; como um escritor anotou, eles "não têm afinidade com o esporte, são perigosos quando tentam morder as pernas dos jogadores, e seguram-se nas fitas como se a vida deles dependessem disto, chegando perto de ser impossível qualquer arremesso habilidoso quando estão envolvidos".

## Baile de máscaras
Em certas ocasiões, os arremessos aconteciam durante um baile de máscaras e todos os envolvidos, inclusive os próprios animais, participavam decorados. Os cavalheiros vestiam-se de guerreiros romanos, sátiros, centauros ou bobos da corte. Já as damas vestiam-se de ninfas, deusas ou musas. Os animais a serem arremessados eram "decorados com cartões, tecidos chamativos e fios prateados", e algumas vezes caricaturas de indivíduos ilustres estavam presentes nos adornamentos. Ao encerrar o arremesso de raposa, os participantes jogavam seus chapéus para o alto em um desfile externo ou se banqueteavam de maneira farta no interior dos aposentos.